# 28 година касније
28 година касније (енгл. 28 Years Later) је постапокалиптични хорор филм из 2025. године, који је режирао Дени Бојл, а написао Алекс Гарланд. Трећи је у серијалу филмова 28 дана касније, након 28 дана касније (2002) и 28 недеља касније (2007). Главне улоге играју Џоди Комер, Арон Тејлор-Џонсон и Рејф Фајнс. Филм обележава повратак Бојла, Гарланда и сниматеља Ентонија Дода Ментла у серију, од којих су сви радили на оригиналном филму 28 дана касније, а звезда тог филма Килијан Марфи је извршни продуцент.
Филм је биоскопски објављен 20. јуна 2025. године и наишао је на позитивне рецензије критичара. Наставак, 28 година касније: Храм костију, биће премијерно приказан 2026. године.

## Премиса
28 година након што је вирус беса побегао из медицинске истраживачке лабораторије, преживели су пронашли начине да постоје међу зараженима. Једна група живи на малом острву повезаном са копном једним, добро брањеним насипом. Када отац и његов син напусте острво у мисији у мрачно срце копна, откривају тајне, чуда и ужасе спољашњег света.

## Улоге
- Џоди Комер као Исла, трудница која живи са мужем и сином у заједници на плимном острву Линдисфарн, Нортамберленд
- Арон Тејлор-Џонсон као Џејми, извиђач и Ислин муж.
- Рејф Фајнс као др Келсон, преживели избијања вируса
- Џек О'Конел као сер Џими Кристал, вођа култа који има мрачну прошлост
- Алфи Вилијамс као Спајк, Џејмијев и Ислин 12-годишњи син
- Ерин Келиман као Џими Инк
- Едвин Рајдинг као Е. Сандквист, шведски НАТО војник додељен патроли Северног мора који се налази на копну североисточне Енглеске
- Ки Луис-Пари

## Продукција

### Развој
У јуну 2007, Fox Atomic је потврдио развој трећег филма 28 дана касније, у зависности од финансијског учинка филма 28 недеља касније након објављивања кућног видеа. У јулу исте године, Дени Бојл је рекао да је прича за трећи део зацртана. До октобра 2010, Алекс Гарланд је изјавио да је због разлика у вези са филмским правима пројекат одложен. У јануару 2011. Бојл је изјавио да верује да ће пројекат бити реализован, потврђујући даљи развој приче. Међутим, до априла 2013. режисер је изразио несигурност да ли ће филм бити снимљен. У јануару 2015, Гарланд се осврнуо на статус пројекта, потврђујући да су се, иако је пао у развојни пакао, иза кулиса водиле озбиљне расправе о изради пројекта. Понављајући да развој напредује, изјавио је да ће сценарио на којем је радио провизорно бити насловљен 28 месеци касније. У јуну 2019. Бојл је потврдио да су он и Гарланд радили на трећем делу. У марту 2020, Имоџен Путс је изразила интересовање да понови своју улогу из другог филма, што је пожелео и Килијан Марфи у мају 2021.
У новембру 2022. Бојл, Гарланд и Марфи су сви показали интересовање за снимање наставка филма 28 дана касније. У јуну 2023. Бојл и Гарланд су изразили своје намере да „озбиљно“ и „марљиво“ виде да пројекат уђе у производњу; истовремено најављујући да је сценарио сада насловљен 28 година касније, признајући године које су му биле потребне да се развије. Бојл је изјавио да би желео да буде режисер, осим ако Гарланд сам не би пожелео. Јула исте године, Марфи је изјавио да је недавно разговарао о могућности трећег филма са Бојлом; још једном изражавајући интересовање за репризу његове улоге ако се Бојл и Гарланд врате у франшизу.
У јануару 2024. објављено је да је трећи филм под називом 28 година касније званично у развоју; са плановима да пројекат буде први у новој трилогији наставака. Дени Бојл ће режирати први део, по сценарију Алекса Гарланда; док ће овај други писати сценарије за сваки од планираних наставака. Бојл, Гарланд, Ендрју Мекдоналд и Питер Рајс ће служити као продуценти. У фебруару исте године, Марфи је разговарао о свом потенцијалном ангажману у пројекту; Истог месеца, Мекдоналд је откупио права на први филм од Searchlight Pictures-а, одмах га продавши Sony Pictures-у за будућу дистрибуцију, као и права на будуће наставке. У марту. 2024, Гарланд је потврдио да пише трилогију наставака филмова. Следећег месеца, писац је изјавио да је филм Кес имао велики утицај на његово дело 28 година касније. Марфи је откривен као извршни продуцент касније тог месеца.
Филм је произвела Columbia Pictures у сарадњи са Британским филмским институтом, Decibel Films и DNA Films.

### Кастинг
У априлу су Арон Тејлор-Џонсон, Џоди Комер и Рејф Фајнс добили главне улоге, а Џек О'Конел се придружио екипи у мају. Првобитно је објављено да ће Марфи поновити своју улогу Џима, али је у јануару 2025. продуцент филма Ендрју Мекдоналд потврдио да се неће појавити, иако је и даље извршни продуцент. Ерин Келиман је додата глумачкој екипи у јуну.

### Снимање
Главно снимање почело је 7. маја 2024. у Нортамберленду, а као сниматељ је био Ентони Дод Ментл. Снимање је завршено 29. јула. Делови филма су снимљени на телефону iPhone 15 Pro Max уз помоћ бројних специјализованих додатака, поред дронова, других дигиталних камера и филмских камера.
Снимање се углавном одвијало на северу Енглеске, на североистоку и регионима Јоркшира и Хамбера. 

## Објављивање
Филм 28 година касније је биоскопски објављен у Уједињеном Краљевству, Сједињеним Државама и Канади од стране Sony Pictures Releasing 20. јуна 2025. године.
Први трејлер је објављен 10. децембра 2024. У њему се налази песма Радјарда Киплинга „Чизме“ из 1903. коју је изрецитовао амерички глумац Тејлор Холмс 1915. Трејлер је постао број 1 у тренду на Јутјубу и за 48 сати имао је преко 10 милиона прегледа. Стјуарт Херитиџ, филмски критичар за The Guardian, посебно је приметио употребу Холмсове рецитације „Чизме“ и прокоментарисао: „Од сада се ради само о најузбудљивијем филму 2025. А то је у потпуности због његовог трејлера.” Успех трејлера довео је до одлуке компаније Sony да поново објави оригинални филм 28 дана касније на дигиталне платформе 18. децембра 2024, две године након што га је бивши дистрибутер Дизни учинио недоступним.

## Наставак
У априлу 2024, Ниа Дакоста је наводно била у преговорима да режира наставак филма, други део планиране трилогије, са Бојлом, Гарландом, Мекдоналдом, Рајсом и Бернијем Белом као продуцентима. У јуну 2024. године, путем пријаве за ауторска права, наизглед је откривено да је наслов филма 28 година касније: Храм костију.
Дана 18. августа 2024, током говора на Међународном филмском фестивалу у Единбургу, Мекдоналд је потврдио да ће Дакоста режирати наставак и рекао да ће главно снимање почети следећег дана. Мекдоналд је такође говорио о потенцијалним плановима за трећи филм 28 година касније, рекавши „надамо се да ће бити и трећи део и да ће постоји трилогија“.

## Белешке
1. ↑  Права на 28 недеља касније тренутно остају у 20th Century Studios.